# Allopoda californica
Allopoda californica är en skalbaggsart som beskrevs av Schaeffer 1917. Allopoda californica ingår i släktet Allopoda och familjen ristbaggar. Inga underarter finns listade i Catalogue of Life.